# 古代エジプト文字の解読

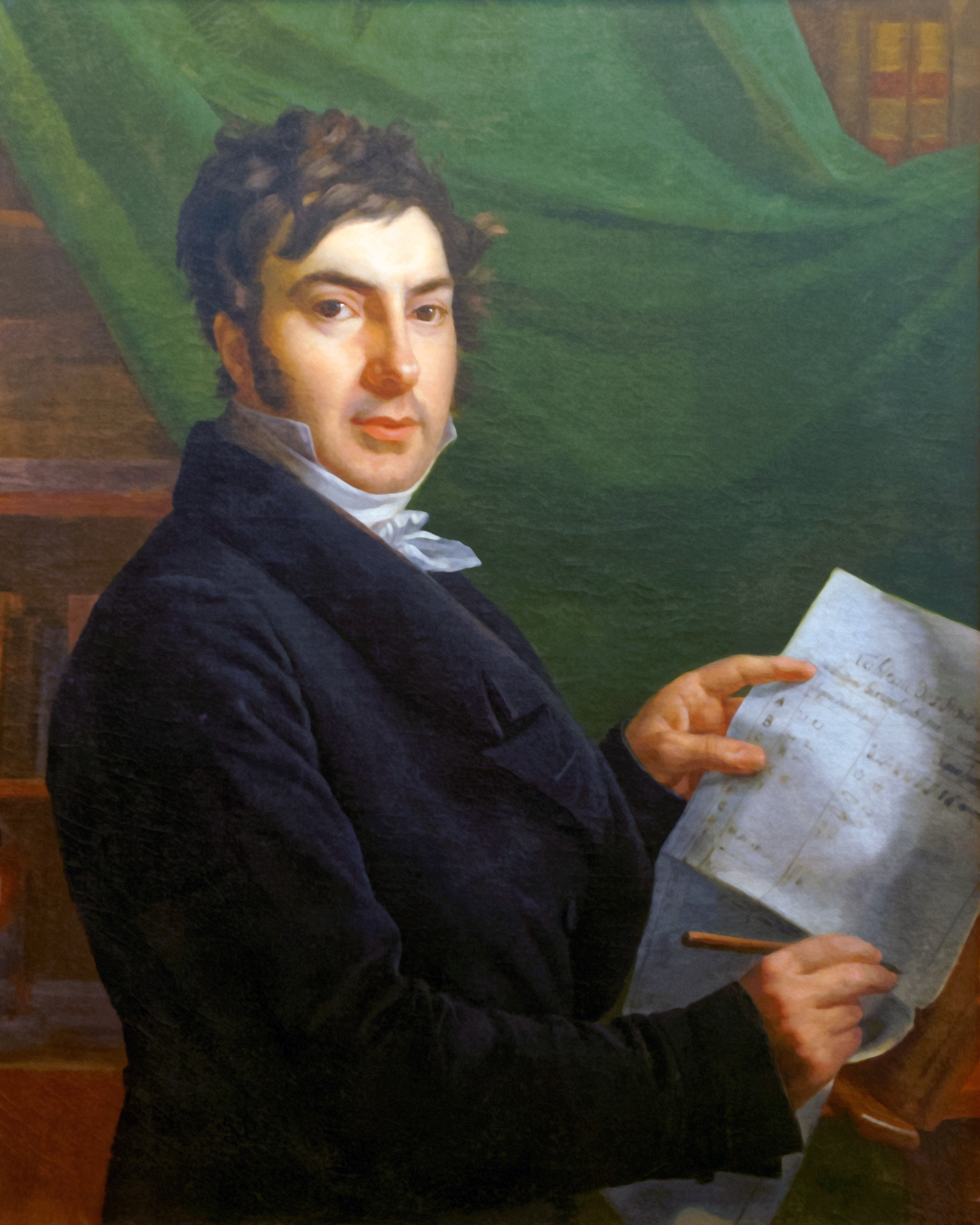
ジャン＝フランソワ・シャンポリオン（1823年）。ヒエログリフの表音のリストを持っている。ヴィクトリーヌ＝アンジェリーク＝アメリ・リュミリーによる肖像画。

古代エジプトで使用されていた書記体系は、19世紀初頭に何人かのヨーロッパの学者、特にジャン＝フランソワ・シャンポリオンとトマス・ヤングの研究により解読された。ヒエログリフ、ヒエラティック、デモティックなどのエジプトで使われた文字は、4 - 5世紀に理解できなくなった。これらの文字に関する後の世代の知識は、その理解に誤りのあるギリシアやローマの著者の理解に基づいていた。その結果、「エジプトの文字はもっぱら表意文字であり、音ではなく意味を表しており、ヒエログリフにいたっては話した言葉を記録する手段というよりは秘儀的、神秘的な文字」などとヨーロッパでは（誤って）広く信じられていた。一方、イスラームの学者（やヨーロッパの一部の学者）による解読の試みにより、ヒエログリフに表音成分が含まれている可能性があることが気づかれたが、「ヒエログリフは表意文字」とする前述の思い込みが災いして、18世紀までヒエログリフの理解が妨げられた。
1799年にナポレオン・ボナパルトのエジプト戦役の兵士により発見されたロゼッタ・ストーンにはヒエログリフ、デモティック、ギリシア語の対訳文書が記載されていた。このエジプトの文がギリシア語の翻訳を通じて、特にエジプト語の最終段階であるコプト語からの証拠と組み合わせて解読されることが望まれた。アントワーヌ＝イザーク・シルヴェストル・ド・サシやヨハン・ダヴィド・オケルブラッドによるいくつかの不完全な進展はあったが、解読するのは困難であることが判明した。ヤングは彼らの研究をもとにデモティックがヒエログリフに由来することを観察し、デモティックの表音文字の多くを特定した。彼はまた外国生まれのエジプト王プトレマイオスの名前を含むカルトゥーシュの表音文字など多くのヒエログリフの意味を特定した。しかし、表音文字はエジプト語以外の単語を書く場合にのみ使われると確信していた。1820年代初頭、シャンポリオンはプトレマイオスのカルトゥーシュを他のものと比較し、最終的にヒエログリフが表音的、表意的の両方であることに気づいたが、その主張は当初懐疑的に受け取られ、ヤングの功績を称えずにその考えを奪ったという非難を受けた。シャンポリオンはほとんどの表音のヒエログリフの意味を大まかに特定し、エジプト語の文法と語彙の多くを確立した。一方、ヤングはロゼッタストーンを他のギリシア語やデモティックの対訳文を組み合わせて用いることでデモティックを大部分解読した。
解読へ向けての奮闘は、1829年のヤングの死と1832年のシャンポリオンの死以降は衰退したが、1837年カール・リヒャルト・レプシウスは多くのヒエログリフが1つではなく2つ3つの音の組み合わせを表していることを指摘し、シャンポリオンによる研究の最も基本的な誤りの1つを修正した。エマニエル・ド・ルージェなどの他の学者は、1850年代までにエジプト語の文を完全に翻訳できるほどエジプト語の理解を洗練させた。ほぼ同時期に行われたシュメール語やアッカド語の楔形文字の解読とともに、人類史の初期段階に生み出されたが一度読むことができなくなってしまったテキストを、彼らの研究は開放した。

## エジプト文字とその断絶

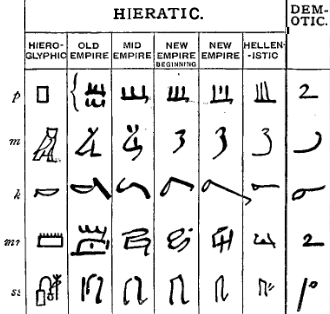
ヒエログリフの変遷を示す表（左）とヒエラティックからデモティックに至るいくつかの段階（右）

古代エジプトの歴史の大部分で、2つの主要な書記体系が存在していた。ヒエログリフは主に正式な文書に使われる絵で表した記号の体系であり、紀元前3200年頃に生じた。ヒエラティックは、ヒエログリフに由来する筆記体系で主にパピルスに書くために使われ、生まれたのはヒエログリフとほぼ同時期である。紀元前7世紀初めに、ヒエラティックから派生した今日デモティックとして知られる3番目の文字が登場し、エジプト語を書くための最も一般的な体系になった。デモティックはそのもととなったヒエログリフとは大きく異なるため、記号の間の関係を認識するのは難しい。デモティックはエジプト語を書くための最も一般的な体系となり、ヒエログリフとヒエラティックは主に宗教的用途に限られた。紀元前4世紀、エジプトはギリシアのプトレマイオス朝に支配されるようになり、プトレマイオス朝およびその後のローマ帝国支配下のエジプトではギリシア語とデモティックが並行して使用された。ヒエログリフはますます知られない存在となり、主にエジプトの司祭により使用された。
3つの文字はすべて、口語の音を表す表音文字と意味を表す表意文字が混在していた。表音文字にはそれぞれ1,2,3の音を表す1,2,3文字からなる文字があり、表意文字には単語全体を表す表語文字と表音文字で書かれた単語の意味を指定するために使われる限定符があった。
多くのギリシア人とローマ人の著述家がこれらの文字について書き、多くの人々がエジプト人は2,3の書記体系を持っていることを知っていたが、それがどのような体系であるかを完全に理解している人はいなかった。
研究の推移
紀元前1世紀頃
- シケリアのディオドロスは、はっきりとヒエログリフを表意文字であると記述しほとんどの古典文学の著者はこの仮定を共有した。

紀元後1世紀頃
- プルタルコスは25個のエジプト文字に言及し、ヒエログリフやデモティックの表音文字としての側面に気づいていた可能性を示唆しているが、その真意ははっきりしない。

紀元後3世紀（西暦200年）頃
- アレクサンドリアのクレメンスは、いくつかの文字が表音文字であることを暗示しているが、文字の隠喩的意味に注目していた。
- プロティノスは、ヒエログリフは言葉を表しているのではなく、描かれたものの本質に対して神から感じた基本的な洞察を表していると主張した。

紀元後4世紀頃
- アンミアヌス・マルケリヌスは、あるオベリスクにあるヒエログリフの文を他の著者が翻訳したものを写したが、その翻訳は非常に不正確であったため書記体系の原理を理解するのには役立たなかった。
- ホラポロという人物により書かれたとされる、現代まで残る唯一のヒエログリフに関する広範な議論が『ヒエログリュピカ』である。

ホラポロの『ヒエログリュピカ』
ここでは個々のヒエログリフの意味について議論されているが、句や文を作るためにそれらの文字がどのように使われたかは議論されていない。書かれている意味のいくつかは正しいが、多くが間違っており、全てが寓話として誤解を招くような説明がなされている。例えば、ガチョウの絵は、ガチョウが他の動物よりも子どもを愛しているといわれているため「息子」を意味すると説明している。実際には、エジプト語において「ガチョウ」と「息子」に対する単語には同じ子音が入っていたため、ガチョウのヒエログリフが使われていた。
ヒエログリフ、デモティックの両方が紀元後3世紀に消え始めた。神殿の聖職者は消滅し、エジプトは徐々にキリスト教に改宗され、エジプトのキリスト教徒はギリシア語から派生したコプト文字で筆記を行ったため、これがデモティックに取って代わるようになった。最後のヒエログリフの文は西暦394年にフィラエのイシスの神殿の聖職者によるものであり、最後のデモティックの文は西暦452年に同地に刻まれたものである。紀元前1000年より前のほとんどの歴史はエジプト文字かメソポタミアの書記体系である楔形文字で記録されていた。2つの文字の知識が喪失したため、遠い過去の記録は限定的で歪んだ情報源を基にしたものしかなくなってしまった。エジプトのこのような情報源の主要な例は、紀元前3世紀にマネトにより書かれたエジプト史である。原文は失われ、ローマ人の著者による要約と引用でのみ残った。
エジプト語の最後の形であるコプト語は、642年にアラブ人がエジプトを征服した後もほとんどのエジプト人により話され続けていたが、徐々にその地位をアラビア語へ譲っていった。コプト語は12世紀に消滅し始め、その後、コプト正教会の典礼言語として主に生き残った。

## 初期の研究

### 中世イスラム世界

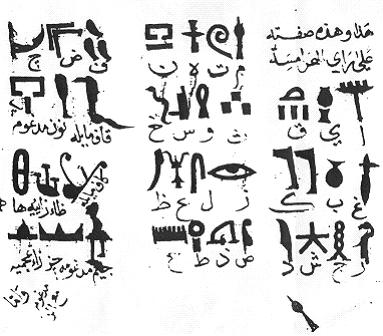
Ibn Wahshiyyaによるヒエログリフ解読の試み

アラブの学者は、コプト語と古代エジプト語のつながりに気づいており、イスラム時代のコプト正教会の修道士たちは古代の文字を理解していると考えられていたこともあった。ジャービル・ブン・ハイヤーンやAyub ibn Maslamaなどの7世紀から14世紀にかけてのアラブ人学者はヒエログリフを理解したと言われているが、この主題に関する彼らの研究が残っていないため、これらの主張を検証するのは不可能である。9,10世紀に、Dhul-Nun al-MisriとIbn Wahshiyyaは、ヒエログリフなどイスラム世界で知られている数十の文字を含む論文をその意味を記した表とともに著した。13,14世紀にAbu al-Qasim al-Iraqiは古代エジプトのテキストを写し、いくつかのヒエログリフに音価を割り当てた。エジプト学者Okasha El-Dalyは、Ibn WahshiyyaとAbu al-Qasimの著作にあるヒエログリフの表が多くの文字の意味を正しく同定していると主張した。他の学者は、Ibn Wahshiyyaが書いた文字を理解するという彼の主張に懐疑的であり、中世イスラム世界のTara Stephanは、El-Dalyは「Ibn Waḥshiyyaの正確さを過度に強調しすぎている」と述べた。Ibn WahshiyyaとAbu al-Qasimはヒエログリフが音声的にも記号的にも機能する可能性があることを認識しており、これは何世紀にもわたりヨーロッパで認められていなかった。

### 15世紀から17世紀

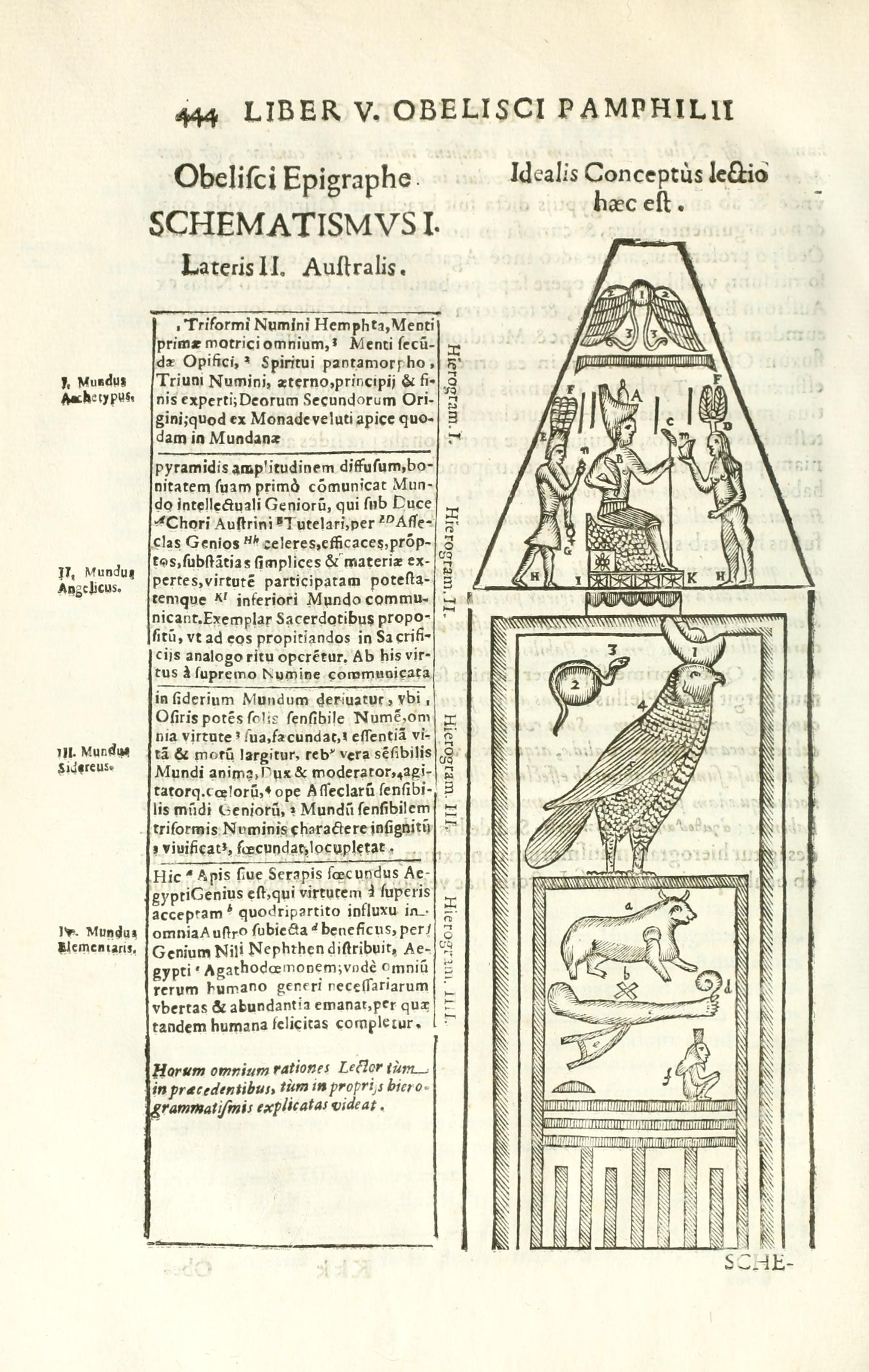
アタナシウス・キルヒャーのObeliscus Pamphilius (1650)の1ページ。ローマのオベリスクにある図とヒエログリフに対して非現実的な翻訳が書かれている。

ルネサンスの間、ヨーロッパの人々はヒエログリフに興味を持つようになり、1422年頃クリストフォロ・ブオンデルモンティがギリシアでホラポロの『ヒエログリュピカ』の写しを発見し、それがニッコロ・ニッコリやポッジョ・ブラッチョリーニなどの好古家の目に留まるようになった。ポッジョはローマ時代にヨーロッパに輸入されたオベリスクやその他のエジプトの工芸品にヒエログリフのテキストがあることは認識していたが解読しようとはしなかった。ホラポロとプロティノスの影響を受け、彼らはヒエログリフを話し言葉を記録する手段ではなく普遍的で像に基づいたコミュニケーション形態とみなしていた。この考えから、ホラポロに記述されたイメージにゆるく基づくぼんやりとした象徴主義を用いるルネサンスの芸術的伝統が生まれ、フランチェスコ・コロンナの1499年の本『ヒュプネロトマキア・ポリフィリ』が開拓した。
ヨーロッパ人はコプト語も知らなかった。ヨーロッパの学者はコプト語の写本を手に入れることはあったものの、16世紀にこの言語を真剣に研究し始めたとき、これを読む能力はおそらくコプトの修道士に限られており、エジプトから出なかったこれらの修道士の1人から学ぶ機会を得ている当時のヨーロッパ人はいなかった。また、学者たちはコプト語が古代エジプト人の言語に由来しているかどうか確信をしておらず、多くの人が古代近東の他の言語に関連していると考えていた。
コプト語を理解した最初のヨーロッパ人は、17世紀半ばのイエズス会司祭で博学者のアタナシウス・キルヒャーであった。キルヒャーは、イタリア人旅行者ピエトロ・デッラ・ヴァッレがエジプトで習得したアラビア語の文法と辞書の研究に基づき、欠陥はあるものの先駆的なこの言語の解釈と文法を1630年代、40年代に作成した。彼はコプト語は古代エジプト人の言語に由来すると予測した。この主題に関する彼の任務は究極の目標であるヒエログリフの解読の準備であった。
エジプト学の標準的な人名辞典によると、「キルヒャーはおそらく不当に、エジプトのヒエログリフ解読の物語において、不合理で空想的な全てのものの象徴であった」。キルヒャーは、エジプト人はキリスト教より前にありその前兆となった古代の神学的伝統を信じていたと考え、ヒエログリフを通してこの伝統を理解したいと考えた。前の時代ルネサンス時代の者と同様、ヒエログリフは言語というよりは抽象的な形のコミュニケーションであると考えていた。このようなコミュニケーションのシステムを自己矛盾なく解釈するのは不可能であった。それゆえOedipus Aegyptiacus (1652–1655)などのヒエログリフに関する作品で、自分が読んだコプト語のテキストやエジプト由来の伝統を含んでいると考えた古代のテキストから導き出された古代エジプトの信仰への理解に基づき推論を進めた。彼の解釈により、少数のヒエログリフのみ含む短文は秘儀的な考えの長文へ姿を変えた。初期のヨーロッパの学者とは異なり、キルヒャーはヒエログリフが表音的に機能する可能性があることを認識していたが、この機能は後期の発展と考えていた。また彼はあるヒエログリフ 𓈗 が水を表し、よってコプト語で水 mu や m の音を表すことを認識していた。彼はヒエログリフの音価を正しく認識した初のヨーロッパ人であった。
キルヒャーの基本的な仮定は同時代の人々により共有されていたが、ほとんどの学者は彼の解釈を否定しあざ笑う者までいた。こうはあったものの、コプト語は古代エジプトの言語から派生したという議論は広く受け入れられた。

### 18世紀

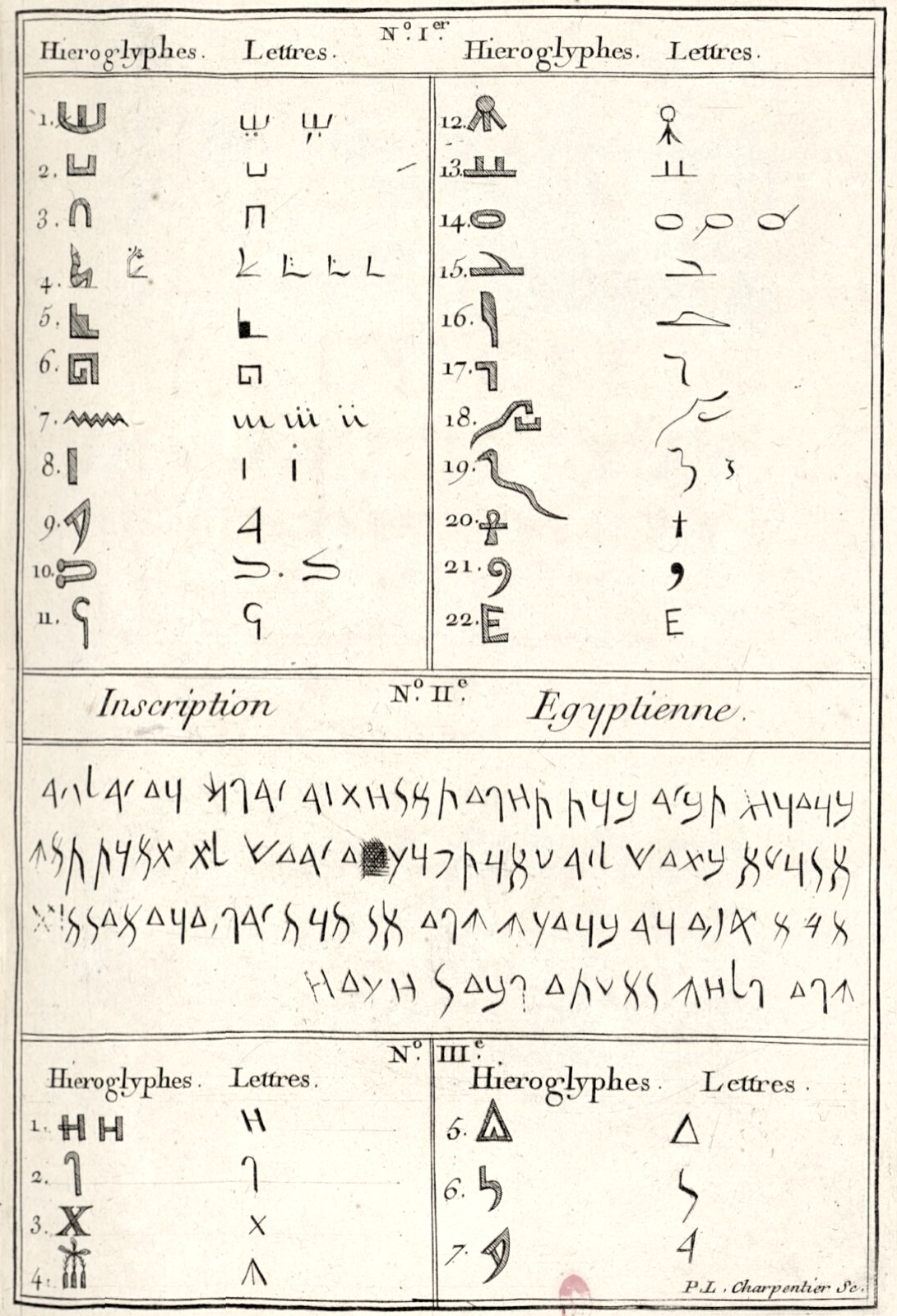
アンヌ・クロード・ド・ケリュによる Recueil d'antiquités égyptiennes（1752年）の1ページ。ヒエログリフを他のエジプトの文字の似た記号と比較している。

キルヒャーの最後の研究から数十年にわたりヒエログリフの解読を試みた人はほとんどいなかったが、最終的に正しいと証明された文字について提案があった。1738年から1741年に発表されたウィリアム・ワーバートンの宗教論文The Divine Legation of Mosesには、ヒエログリフと筆記の進展に関する長い余談が書かれていた。そこではヒエログリフは宗教的神秘を符号化するためではなく、他の書記体系同様、実用目的のために発明され、アレクサンドリアのクレメンスにより言及された表音エジプト文字はこれらが派生したものであると主張された。 ワーバートンのアプローチは純粋に理論的ではあるが、その世紀の終わりまで学界を独占することになるヒエログリフの理解のための枠組みを作った。
ヨーロッパ人のエジプトとの接触は18世紀に増加した。多くのヨーロッパ人がこの国を訪れ、古代の碑文を直接目にした。さらにヨーロッパ人が古代の遺物を収集することにより、研究に利用できるテキストの数が増えた。ジャン＝ピエール・リゴールは、1704年にヨーロッパ人として初めてヒエログリフではない古代エジプトの文を認識し、ベルナール・ド・モンフォーコンは1724年にこのようなテキストの大規模なコレクションを発表した。アンヌ・クロード・ド・ケリュはジャン＝ジャック・バルテルミの支援を受けて、1752年から1767年にかけて多数のエジプトの碑文を収集し発表した。彼らの研究では、ヒエログリフではないエジプトの文字にはヒエログリフに由来する記号が含まれているようだと述べられている。また、バルテルミは後にカルトゥーシュとして知られるようになる楕円形の輪を指摘し、多くのヒエログリフのテキスト上の記号の小さなグループを囲み、1762年にカルトゥーシュに王や神の名前が含まれていることを示唆した。カールステン・ニーブールは1760年代にエジプトを訪れ、最初の体系的ではあるが不完全である明確なヒエログリフのリストを作成した。初期の学者はこの2つを混同していた。中国は古代エジプトと歴史的なつながりを持っていたと推測した学者の1人であるジョゼフ・ド・ギーニュは、中国の書記体系はヒエログリフが派生したものであると考えていた。彼は1785年にバルテルミのカルトゥーシュに関する提案を再び提唱し、これを周囲のテキストとは別に固有名詞を設定する中国の慣例と比較した。
18世紀後半にコプト語を最もよく知る学者であったゲオルグ・ツェーガは、古代エジプトに関する知識の大要である De origine et usu obeliscorum (1797) においてヒエログリフに関するいくつかの洞察を行った。彼はヒエログリフの文字を分類し、1つの単語を表すにはそれぞれの文字が少なすぎるため、完全な語彙を作り出すには各々が複数の意味をもっているか互いに組み合わさって意味を変える必要があると結論付けた。文字が向いている方向が文を読む方向を示していることを確認し、いくつかの文字が表音文字であることを示唆した。ツェーガは文を解読しようとはせず、これを達成するためには当時のヨーロッパで得られるものよりも多くの証拠が必要と考えていた。

## 文字の特定

### ロゼッタ・ストーン

3つの記録が全て無傷であるロゼッタストーンの復元図

1798年、ナポレオン・ボナパルト率いるフランス軍がエジプトに侵攻したとき、その土地や古代の遺跡を研究するために一般的にサヴァン(savant)として知られる科学者や学者の一団を連れていった。1799年7月、フランス兵がジュリアン砦と名付けたロゼッタの町の近くのマムルークの砦を再建していたとき、ピエール＝フランソワ・ブシャール大尉は砦の壊れた壁からの石の1つが文書で覆われていることに気づいた。これは古代エジプトの石碑であり、3つの文の記録に分かれており、右下の隅と上の記録のほとんどが破損していた。石には3つの文字が刻まれており、1番上はヒエログリフ、1番下にはギリシア文字、中央は未確認の文字であった。このテキストの内容は紀元前197年にプトレマイオス5世により出されエジプトの聖職者たちに恩寵を与えた勅令である。文は勅令の複写を「神聖文字、民衆文字、そしてギリシア文字で」刻み、エジプトの主要な神殿に設置することを求めて終了している。ギリシア語の碑文の箇所を読むと、そのフランス人はこの石が対訳文書であり、ギリシア語の翻訳に基づいてエジプトの文を解読できることを理解した。サヴァンたちはギリシア語とエジプト語の他の文と同様、石碑の他の断片を熱心に探したが、それ以上の断片は発見されず、サヴァンが発見した他の2言語の文はほぼ判読不能であり、解読には役に立たなかった。サヴァンたちはその石のみでいくつか進展を生んだ。ジャン＝ジョセフ・マルセルは中央にある文字は「古代エジプトの言語の筆記体」であり、パピルスの巻物で見たものと同一であると述べた。彼とルイ・レミ・レージェ(Louis Rémi Raige)は、真ん中の文字はほとんどが欠けてしまっているヒエログリフの文よりも実りが多いと考え、この真ん中の記録をギリシア語のものとの比較を始めた。2人はギリシア語の文内の固有名詞の位置に基づき、デモティックの文の固有名詞の位置を推定し、プトレマイオスの名前のpとtを特定することができたが、それ以上の進展はなかった。
ロゼッタストーンの最初の複写は1800年にフランスへ送られた。1801年、エジプトのフランス軍はオスマン帝国とイギリス軍に包囲され、アレクサンドリア協定で降伏した。これによりロゼッタストーンはイギリスに譲渡された。イギリスに到着するとロンドン考古協会が文の彫版を作成し、これをヨーロッパ中の学術機関へ送った。
ナポレオン遠征からの報告は、ヨーロッパの古代エジプト狂を駆り立てた。エジプトはフランスとイギリスの撤退後混沌としていたが、1805年にムハンマド・アリーが国を支配したのちヨーロッパの収集家がエジプトへ押しかけ多くの遺物を運び去り、美術家はそれらを複写した。これらの遺物の歴史的背景を知る者はいなかったが、書記体系を解読しようとする際に学者が比較することができるテキストのコーパスとなった。

### ド・サシ、オケルブラッド、ヤング
1787年にペルシャのパフラヴィー文字を解読していた著名なフランスの言語学者アントワーヌ＝イザーク・シルヴェストル・ド・サシは、この石に取り組んだ最初の1人であった。マルセルとレージェ同様ギリシア語のテキストと真ん中のデモティックのテキストを関連付けることに注力した。プルタルコスに基づきこの文字は25の表音文字で構成されていると仮定した。デモティックのテキストでギリシア語の固有名詞を探しその中の表音文字を特定しようとしたが、プトレマイオス、アレクサンダー、アルシノエの名前を特定する以外の進展はなかった。デモティックには25を超える文字があり、デモティックの碑文がギリシア語の碑文に忠実な翻訳ではないことがこの課題をより困難にしていることに気づいた。1802年に結果を公表したのち、ロゼッタストーンへ取り組むのをやめた。
同年、ド・サシは碑文の複写を、自身のかつての学生であり当時スウェーデンの外交官でありアマチュアの言語学者であったヨハン・ダヴィド・オケルブラッドに渡した。オケルブラッドは大きな成功を収め、ド・サシと同じ文字のまとまりを分析したがより多くの文字を正しく識別した。ド・サシへ宛てた手紙の中で29のデモティック文字のアルファベットを提案したが、その半分は後に正しいことが証明され、コプト語に関する知識に基づき文中のいくつかのデモティックの単語を特定した。ド・サシは彼の結果に懐疑的であり、オケルブラッドもあきらめた。他の学者による試みはあったものの、トマス・ヤングがこの分野に入るまでの10年以上はほとんど進展がなかった。

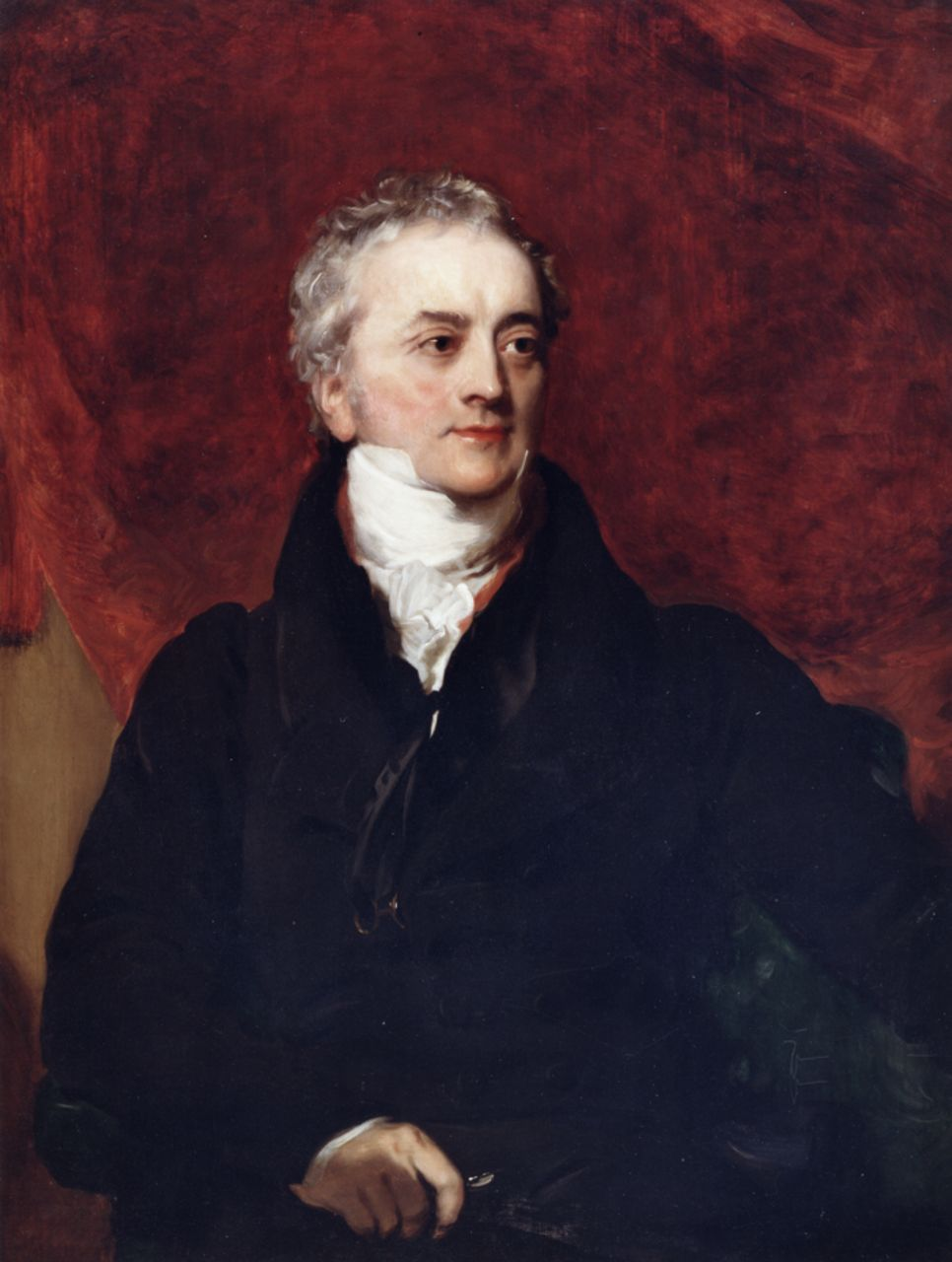
トマス・ヤング（1822年）

ヤングはイギリスの博学者であり、その専門分野は物理学、医学、言語学と広範囲に及ぶ。彼がエジプトに関心を向けるころには、当時最も優れた知識人の1人とみなされていた。1814年、彼はロゼッタストーンについてド・サシと連絡を取り始め、数か月後、 ヒエログリフとデモティックのテキストの翻訳と呼べるものを作成した。これらは実際、エジプト語の文でギリシア語によく一致する可能性が高い場所を見つけるために、文を文字のまとまりに分解する試みであった。このアプローチは3つの文が互いに正確に翻訳されたものではないため、限られた効果しかなかった。ヤングは他のエジプト語のテキストを複写するのに数か月を費やし、他の人たちが見逃してきたパターンを見ることができた。ツェーガ同様、それぞれのヒエログリフが1つの単語を表すにはそれが少なすぎることを認識し、単語はそれぞれ2つ3つのヒエログリフで構成されていることを提案した。
ヤングはヒエログリフとデモティックの類似性に気づき、ヒエログリフがデモティックに発展したと結論づけた。ヤングは、もしそうであるならデモティックは単に表音文字ではないが、ヒエログリフから派生した表意文字の符号を含んでいるはずだと推測した。この洞察を1815年にド・サシへ送っている。ヒエログリフ文字の中で表音文字を見つけ出すことを望んでいたが、文字が用いる多種多様な表音式のつづりに妨げられた。彼は大きな例外はあるものの、表音のヒエログリフは存在しないと結論づけた。ド・サシは、1802年の出版物で外国の単語を書く際にヒエログリフが表音的に機能する可能性があることを述べていた。1811年、中国の書記体系における類似の慣例について学んだのち、カルトゥーシュはプトレマイオスのような非エジプトの統治者の名前のような表音的に書かれた単語を示すものであることを提案した。ヤングはこの提案をロゼッタストーンのカルトゥーシュに適用した。8つの文字で構成される短いものもあれば、同じ文字列に続き多くの文字が含まれるものもあった。ヤングは長いカルトゥーシュには、ギリシア語の碑文でプトレマイオスに与えられた敬称「永遠に生き、プタハに愛され」のエジプト語のものが含まれていたと推測した。そのため、ギリシア語のプトレマイオスに対応するであろう8つの文字に専念した。ヤングはオケルブラッドにより提案された音価の一部を採用し、8つのヒエログリフをデモティックに相当するものに一致させ、いくつかの音価を表すものもあれば1つの音価を表すものもあることを提案した。その後この結果をプトレマイオス女王の名前であるベレニケのカルトゥーシュへの適用を試みたが、あまり成功せず、女性の名前の終わりを示したヒエログリフのペアを特定しただけだった。結果はヒエログリフとデモティックの13の音価の組であった。このうち6つは正しく、3つは部分的に正しく、4つは間違っていた。
| p · t | wA | l · M | i | i | s |

| p · t | wA | l · M | i | i | s |

| p · t | wA | l · M | i | i | s |

| p · t | wA | l · M | i | i | s |

| p · t | wA | l · M | i | i | s |

| p · t | wA | l · M | i | i | s |

| p · t | wA | l · M | i | i | s |

| p · t | wA | l · M | i | i | s |

| p |

| p |

| t |

| t |

| wA |

| wA |

| l |

| l |

| M |

| M |

| i | i |

| i | i |

| s |

| s |

ヤングは1819年ブリタニカ百科事典の補遺に匿名で発表された記事「エジプト」で自身の研究をまとめた。これはデモティックで218語、ヒエログリフで200語に推測的な翻訳を与え、約80のヒエログリフをデモティックで相当するものと正しく関連付けた。エジプト学者フランシス・ルウェイン・グリフィスが1922年に述べたように、ヤングの結果は「多くの誤った結論と混同されたが、追求した方法は間違いなく明確な解読につながった」。しかし、ヤングは知的なパズルとしての書記体系よりも古代エジプトのテキスト自体への関心は低く、複数の科学的関心があったため解読に専念することが難しくなり、それ以後数年間でそれ以上の成果を上げることができなかった。

### シャンポリオンによるブレークスルー
ジャン＝フランソワ・シャンポリオンは、1803年から1805年の間の青年期に古代エジプトに魅了され、ド・サシなどのもとでコプト語含む近東言語を学んだ。兄のジャック＝ジョセフ・シャンポリオン＝フィジャックはパリの碑文・文芸アカデミーの長ボン＝ジョセフ・ダシエの助手であり、その地位からジャン＝フランソワへエジプトに関する研究を続ける手段を提供した。ヤングがヒエログリフに取り組むまでに、古代エジプトに関して確立された知識の大要を発表しコプト語の辞書を組み立てていた。しかし、解読されていない文字について多くのことを著したものの進展はなかった。だが1820年代初頭、前進するのを急いだ。彼がどのようにしたかの詳細は、現代的な説明における証拠や矛盾のために完全には知られていない。
シャンポリオンは当初、ヤングのヒエログリフとデモティックの単語のリストからの抜粋のみを見て、ヤングの研究を否定していた。1821年半ばにグルノーブルからパリに移ったのち、完全な複写をよく入手できたはずであるが、そうしたかどうかは不明である。このころ、カルトゥーシュ内の表音文字の音を特定するのに注力した。
重要な手がかりは、ギリシア語とエジプト文字の両方が刻まれたオベリスクであるフィラエ・オベリスクによる。イギリスの遺物収集家ウィリアム・ジョン・バンクスは、エジプトからイギリスへオベリスクを運び、その碑文を複写した。これらの複写はバンクスが想定したようなロゼッタストーンのような1つの2か国語の文ではなかったが、両方の碑文にプトレマイオスとクレオパトラの文字が含まれ、ヒエログリフのものではカルトゥーシュで囲まれていた。バンクスはプトレマイオスのカルトゥーシュはロゼッタストーンに基づいて特定することができたが、ギリシア語の文に基づき2番目のものがクレオパトラの名前を表していることを推測することしかできなかった。彼はこの文を複写したもので、鉛筆でカルトゥーシュのこの読みを示唆した。この複写を1822年1月に見たシャンポリオンは、このカルトゥーシュをクレオパトラのものとして扱ったが、どのようにそれを特定したかについては述べなかった。彼が使えた証拠を考えると、複数の方法でこのようにできたであろうが。バンクスは、シャンポリオンが自身の功績を認めることなく提案を受け入れたと考え憤慨し、これ以上の援助を与えることを拒否した。
シャンポリオンは、ヤングと異なる方法でプトレマイオスの名前のヒエログリフを分解し、推測した3つの表音文字 p, l, o がクレオパトラのカルトゥーシュに適合していることを発見した。4番目の音である e はクレオパトラのカルトゥーシュで1つのヒエログリフで表され、プトレマイオスのカルトゥーシュでは同じ文字を2つ重ねて表されていた。しかし、シャンポリオンはこれらの文字は同音であり、同じ音を綴る異なる記号に間違いないと判断した。彼はこれらの文字を他のカルトゥーシュで試し、ギリシアとローマのエジプト支配者の多くの名前を特定し、さらに多くの文字の音価を推定した。
| p · t | wA | l · M | i | i | s |

| p · t | wA | l · M | i | i | s |

| p · t | wA | l · M | i | i | s |

| p · t | wA | l · M | i | i | s |

| p · t | wA | l · M | i | i | s |

| p · t | wA | l · M | i | i | s |

| p · t | wA | l · M | i | i | s |

| p · t | wA | l · M | i | i | s |

| p |

| p |

| t |

| t |

| wA |

| wA |

| l |

| l |

| M |

| M |

| i | i |

| i | i |

| s |

| s |

| q · l | i | wA | p | A | d · r | A | t · H8 |

| q · l | i | wA | p | A | d · r | A | t · H8 |

| q · l | i | wA | p | A | d · r | A | t · H8 |

| q · l | i | wA | p | A | d · r | A | t · H8 |

| q · l | i | wA | p | A | d · r | A | t · H8 |

| q · l | i | wA | p | A | d · r | A | t · H8 |

| q · l | i | wA | p | A | d · r | A | t · H8 |

| q · l | i | wA | p | A | d · r | A | t · H8 |

| q |

| q |

| l |

| l |

| i |

| i |

| wA |

| wA |

| p |

| p |

| A |

| A |

| d |

| d |

| r |

| r |

| t · H8 |

| t · H8 |

7月、ジャン＝バティスト・ビオによるデンデラの黄道帯として知られるエジプトの神殿のレリーフを囲む文に関する分析に反論した。彼はこうすることで、この文中の星のヒエログリフが近くの言葉は星座などの星に関連するものであることを指し示しているように見えることを指摘した。彼はこの方法で使われる符号を"signs of the type"と呼んだが後に「限定符」という名前にしている。
シャンポリオンの甥エミール・シャンポリオン=フィジャック(Aimé Champollion-Figeac)による関連する物語によると、1822年9月14日、シャンポリオンはエジプトの碑文のジャン=ニコラ・ユヨー(Jean-Nicolas Huyot)により描かれた複写を調べたのちに別の発見をした。アブ・シンベルからのカルトゥーシュの1つに4つのヒエログリフ文字が含まれていた。ヤングのブリタニカの記事で見つけた同じ推論に基づき、円形の最初の記号が太陽を表していると推測した。「太陽」を表すコプト語の単語は re であった。カルトゥーシュの端に2度書かれる記号は、プトレマイオスのカルトゥーシュでは s を表している。カルトゥーシュの名前が Re で始まり ss で終わる場合、ラムセス(Ramesses)と一致する可能性があり、マネトの著作に記録された数人の王の名前は、中央の記号が m を表すことを示唆していた。さらにロゼッタストーンから m と s を表す文字がギリシア語で「誕生」を意味する単語に対応する点で一緒に現れていることが確認され、コプト語で「誕生」を意味する単語は mise であった。他のカルトゥーシュは3つの文字を含み、そのうち2つはラムセスのカルトゥーシュの中の文字と同じであった。最初の文字であるトキはトート神の象徴として知られていた。後者の2つの文字がラムセスのカルトゥーシュの中の文字と同じ音価である場合、2番目のカルトゥーシュの中の名前は Thothmes となり、マネトにより言及された王の名前である "Tuthmosis"（トトメス）に対応する。これらはギリシアが統治する以前のエジプトの王であり、名前の書き方は部分的に表音的であった。ここでシャンポリオンはロゼッタストーンの長いカルトゥーシュに見られるプトレマイオスの称号に目を向けた。シャンポリオンはギリシャ語のテキストを翻訳するコプト語を知っており、pやtなどの表音のヒエログリフがこれらの単語と適合することが分かった。シャンポリオンはここからいくつかの文字からさらなる表音的意味を推測することができた。甥の説明によると、これらの発見をするときシャンポリオンは碑文アカデミー(Académie des Inscriptions)にある兄弟の仕事場に押しかけ、写した碑文を集めたものを投げつけ「できた！(Je tiens mon affaire!)」と叫び1日もの間気絶して倒れたという。
シャンポリオンは1822年9月22日に完成させた『ダシエ氏への書簡』の中でギリシャローマのカルトゥーシュについて提案した読み方を発表した。これを9月27日にアカデミーで読み、聴衆にはヤングがいた。『ダシエ氏への書簡』は、エジプト学の創設した文書と見なされることが多いが、ヤングの研究に対してそこそこの進歩を示したに過ぎなかった。シャンポリオンがラムセスとトトメスのカルトゥーシュについて発見したことについては何も言及されていないが、エジプトの遠い過去に表音記号が使用された可能性があることは細かな説明なしに提案されていた。シャンポリオンは早まって結果を発表することを警戒していたのかもしれない。

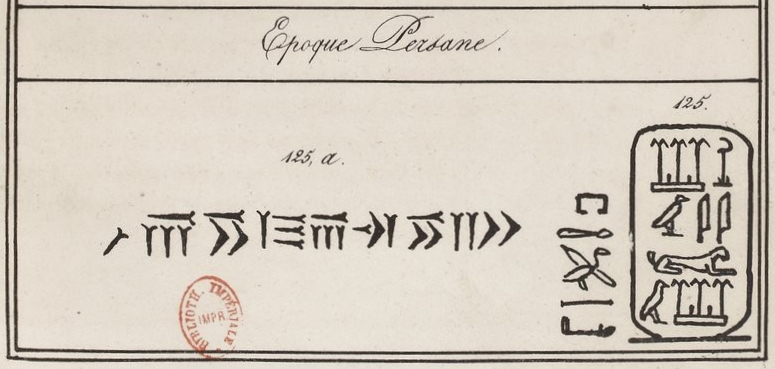
Caylus vaseにあるクセルクセス1世の名前のヒエログリフ及び楔形文字の綴り。『古代エジプト語象形文字法要論(Précis du système hiéroglyphique)』に写されたもの

その後数か月にわたり、シャンポリオンは彼のヒエログリフのアルファベットを多くのエジプトの碑文に適用し、何十もの王の名前と称号を特定した。この間にシャンポリオンと東洋学者のアントワーヌ＝ジャン・サン＝マルタンはヒエログリフのカルトゥーシュとペルシア楔形文字のテキストを含むCaylus vaseを調査した。サン＝マルタンは楔形文字のテキストには紀元前5世紀のアケメネス朝の王であり、その領域にエジプトが含まれていたクセルクセス1世の名前を含んでいると考えていた。シャンポリオンはカルトゥーシュの特定可能な文字がクセルクセスの名前と一致していることを確認し、エジプトがギリシアに統治される前に表音のヒエログリフが使われたという証拠を補強し、サン＝マルタンによる楔形文字の読みを支持した。これは楔形文字の解読における大きなステップであった。
このころ、シャンポリオンは2度目のブレークスルーを起こした。彼は約860個のヒエログリフを数えたが、それらのうちの一握りで与えられたテキストの大部分を構成していた。アベル＝レミュザによる新たな中国語の研究に出会った。この研究は中国語の筆記においても表音文字を広範囲に使用し、表意文字を組み合わせて多くの合字にし完全な語彙を形成することが示された。ヒエログリフの中には合字と思われるものはほとんどなかった。シャンポリオンは表意文字のように見える文字の隣にカルトゥーシュなしのヒエログリフで書かれた、王でないローマ人のアンティノウスの名前を特定した。したがって、表音文字はカルトゥーシュに限定されなかった。シャンポリオンはこの疑念を確かめるために、同じ内容を含むと思われるヒエログリフのテキストを比較し、綴りの不一致を指摘した。これは同音文字の存在を示していた。結果として得られた同音文字のリストをカルトゥーシュに関する研究からの表音文字の表と比較し、それらが一致することを発見した。
シャンポリオンは1823年4月にこれらの発見を碑文院アカデミー(Académie des Inscriptions)に発表した。そこから急速に新たな文字や単語の発見に取り組んだ。表音記号は母音がたまにしか書かれない子音アルファベットを構成するという結論を出した。1824年に『古代エジプト語象形文字法要論(Précis du système hiéroglyphique、以下『要論』)』で発表された研究結果の要約では次のように述べられている。「ヒエログリフの書記体系は複雑なシステムであり、一度に同じテキスト同じ文章で比喩的、記号的、表音的な文字であり、まったく同じ単語を使っているかもしれない」。『要論』では何百ものヒエログリフを特定し、ヒエログリフと他の文字の違いを記述し、固有名詞とカルトゥーシュの使用を分析し、言語の文法の一部を説明した。シャンポリオンは文の解読から根底にある言語の翻訳に進んでいた。

### 論争
『ダシエ氏への書簡』ではヤングがデモティックに取り組んだことが言及され、ベレニケの名前を解読しようとしていたことも言及されていたが、ヤングのプトレマイオスの名前に関するブレークスルーや、ヤングがフィリエのオベリスクのクレオパトラの名前から発見した女性名の終わりの文字については触れなかった。ヤングはこれらの発見がシャンポリオンの進展を可能にしたと信じており、シャンポリオンが最終的に生み出したもの全てに対して多くの名声を享受することを期待していた。『ダシエ氏への書簡』を読んだ直後の私信においてヤングは「重要な最初のステップだ」という意味のフランス語を引用したが「シャンポリオンが英語の鍵を借りたとしたら、その錠は非常に錆びていて、普通の腕ではそれを回すのに十分な強さがない」とも言っている。
1823年、ヤングは自身のエジプト研究についての著書An Account of Some Recent Discoveries in Hieroglyphical Literature and Egyptian Antiquitiesを出版し、副題"Including the Author's Original Hieroglyphic Alphabet, As Extended by Mr Champollion"（著者のオリジナルのヒエログリフのアルファベットを含む。シャンポリオン氏により拡張されたように）でシャンポリオンの軽視に応えた。シャンポリオンはこれに怒り、「私が自分のアルファベット以外のアルファベットを認めることに同意することは決してなく、適切に呼ばれるヒエログリフのアルファベットの問題である」と反論した。翌年の『要論』ではヤングの研究を認めたが、その中でシャンポリオンはヤングのブリタニカの記事を見ずに独立に結論に達したと述べた。これ以来、シャンポリオンが正しいことを言っていたか否かについての意見は分かれている。ヤングはシャンポリオンの研究への賞賛といくつかの結論に対する懐疑が混ざった表現をしながらもより大きな評価を求め続けた。2人の関係は1829年にヤングが死去するまで友好的なものから対立的なものまで様々に変化していた
シャンポリオンはヒエログリフの研究を続け、多くの成功を収めながら失敗を繰り返していたが、彼の研究の正統性を否定する学者たちとの間の論争に巻き込まれていた。その中には、ナポレオン遠征の退役軍人であるエドム・ジョマールや、ドイツの東洋学者であるユリウス・ハインリヒ・クラプロートがいた。同時期にヤングを支持する学者もいた。シャンポリオンの解読に最も長く反対していた学者はグスタフ・ザイファルトであった。彼のシャンポリオンに対する反対は1826年に行われた彼との公開討論で頂点に達し、1885年に死去するまで自身のヒエログリフに対するアプローチを主張し続けた。
ヒエログリフの性質が明らかになるにつれ、この種のヒエログリフに対して反論する者は減少したが、シャンポリオンがヤングにどれだけの借りがあったのかをめぐる議論は続いている。イギリス人とフランス人の間の国家主義的な対立がこの問題をさらに悪化させている。エジプト学者は自分たちの学問の創始者とみなされているシャンポリオンを批判することにしばしば消極的であり、ひいてはヤングを信用することにも消極的である。エジプト学者のリチャード・パーキンソンは穏健な立場をとっている。「シャンポリオンがヤングの初期の研究にその後の主張よりも精通していたことを我々が認めたとしても、彼がヒエログリフの解読者であることに変わりはない…ヤングはアルファベット（カギ）の一部を発見したが、シャンポリオンは言語全体を解き明かした」。

## テキストの読解

### ヤングとデモティック
ヤングのヒエログリフの研究は1820年代に衰退したが、デモティックの研究は偶然の発見に助けられて続いた。1822年11月、知人のジョージ・フランシス・グレイ(George Francis Grey)がエジプトで見つかったギリシアのパピルスの箱をヤングに貸した。ヤングはそれを調べると2つが彼がすでに持っており解読しようとしていたデモティックのテキストであることが分かった。長い間、ロゼッタストーンを補完する第2の二か国語のテキストを取得しようとしていた。これらのテキストを手にし、その後数年間で大きな進歩を生んだ。1820年代半ばには他のことに関心がいっていたが、1827年にイタリアのコプト語学者アメデオ・ペイロン(Amedeo Peyron)からの手紙に刺激を受けた。この手紙ではヤングのある主題から別の主題へと動く癖が業績を上げるのを妨げ、古代エジプトに集中すればもっと多くのことを成し遂げることができると示唆した。ヤングは人生の最後の2年間をデモティックに費やした。あるとき、当時ルーブルの学芸員だったシャンポリオンに相談したところ、シャンポリオンは友好的に接し、デモティックに関するメモを見せ、ルーブルのコレクションにあるデモティックのテキストを何時間も見せてくれた。ヤングのRudiments of an Egyptian Dictionary in the Ancient Enchorial Characterは彼の死後1831年に出版された。この中には1つのテキストとロゼッタストーンのテキストの大部分の全訳が含まれていた。エジプト学者ジョン・レイ(John Ray)によると、ヤングは「おそらくデモティックの解読者として知られるに値する」。

### シャンポリオンの晩年
1824年までには限られたヒエログリフのテキストしか持たないロゼッタストーンはヒエログリフの研究を進める上で無意味なものになっていた。シャンポリオンはさらなるテキストを必要としていたが、フランスではほとんど入手できなかった。1824年から1826年にかけてシャンポリオンは2度イタリアを訪れ、そこでエジプトの古美術品、特に当時エジプトからトリノのエジプト博物館に運ばれたものを研究した。何十もの像や石碑に刻まれた碑文を読み解くことで、間違っていることもあったが、これらを依頼した王を数世紀ぶりに特定した。また、博物館のパピルスにも目を通し、その主題を見分けることができた。特に興味を持ったのはトリノ王名表であり、これは紀元前13世紀までのエジプトの支配者とその治世の長さをリストアップしたパピルスである。これは最終的にはエジプト史の年表の枠組みを提供することになるが、シャンポリオンが見たときはバラバラであった。イタリア滞在中、シャンポリオンはピサの言語学者イッポリト・ロッセリーニと親交を深め、ロッセリーニはシャンポリオンの古代エジプトへの情熱に感銘を受け、共同研究を始めた。また、シャンポリオンはのちにヤングに見せることになるテキスト含む、ルーブル美術館でエジプトの古美術品のコレクションを集める作業にも取り組んだ。1827年、直近の発見の一部を盛り込んだ『要論』の改訂版を出版した。
エジプトに住んでいた好古家、特にジョン・ガードナー・ウィルキンソンはすでにシャンポリオンの発見をエジプトのテキストに適用していた。シャンポリオンとロッセリーニは自らもそうしたいと考え、他の学者や芸術家とともにエジプトへのフランコ・トスカーナ遠征隊を結成した。エジプトへ向かう途中、シャンポリオンはフランスの古物商の手にあるパピルスを見ようと立ち止まった。それはアメンエムハト1世から息子と後継者への死後の助言として作られた知恵の書である『アメンエムハト1世の教訓』の写しであった。シャンポリオンはそれが何であるかを完全に理解するほど十分に読むことができなかったが、読まれた最初の古代エジプト文学の作品となった。1828年と1829年には、探検隊はエジプトのナイル川のコースを旅し、古物を写したり収集したりした。無数のテキストを研究した後、シャンポリオンは自身のシステムがエジプトの歴史のあらゆる時代のヒエログリフのテキストに適用可能であることを確信し、その間に「決定的な」という言葉を造語したようである。
エジプトから帰国後、シャンポリオンはエジプト語の完全な記述に多くの時間を費やしたが、それを完成させるための時間はほとんど残っていなかった。1831年の終わりからますます衰弱し脳卒中を患い、1832年3月に死去した。

### シャンポリオン以後

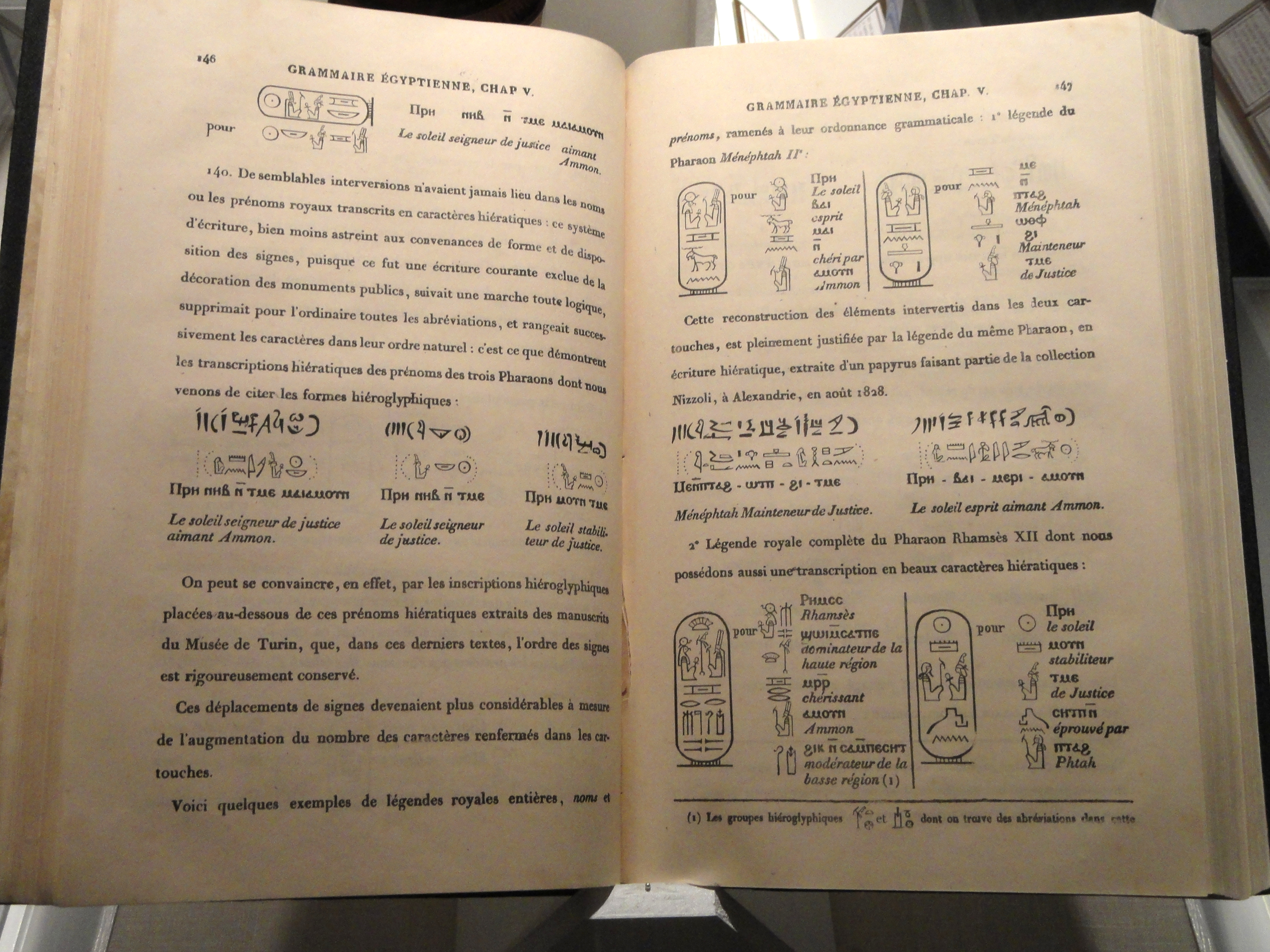
シャンポリオンの『エジプト語文法』

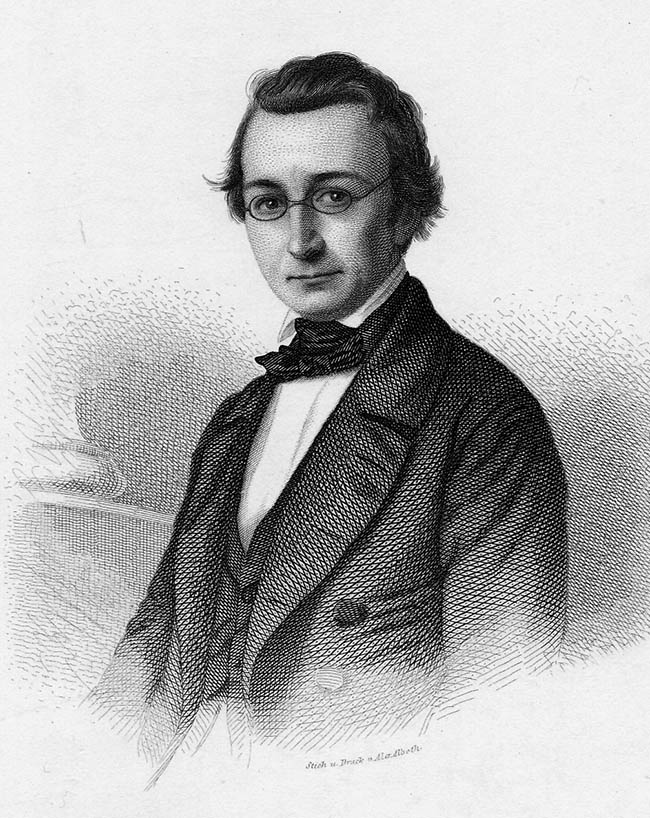
カール・リヒャルト・レプシウスのポートレイト（1850年頃）

シャンポリオン=フィジャックが1836年から1843年にかけて弟の『エジプト語文法』とそれに付随する辞書を分けて出版した。いずれも不完全なものであり、特に辞書は混乱を招くような構成であり、多くの推測による翻訳が含まれていた。これらの著作の欠陥は、シャンポリオンの死後におけるエジプト語の不完全な理解状態を反映していた。シャンポリオンは古典エジプト語とコプト語の類似性を過大評価することでしばしば道を外れた。グリフィスが1992年に述べたところでは「実際にはコプト語はラテン語からのフランス語のように離れた派生語である。したがって場合によってはシャンポリオンの仮の写本は良いコプト語を生成したが、ほとんどの場合それらは無意味であり不可能であった。句を複写するときにコプト語のシンタックスが絶望的に違反されるか、ヒエログリフの単語の順序を逆にする必要があった。これは全て非常に不可解で誤解を招くものであった」。また、シャンポリオンは記号が1つだけでなく、2つ、3つの子音を綴ることも認識していなかった。代わりに全ての発音記号が1つの音を表し、各音に非常に多くの同音異義語があると考えた。よって、ラムセスとトトメスのカルトゥーシュの中央の記号はバイリテラル（2文字の子音を表す）で、子音の並び ms を表しているが、シャンポリオンはこれを m と読んだ。また、「音声補完」として知られる概念に触れたこともなかった。この音声補完は、単語の終わりに追加されたユニリテラル（1文字の子音を表す）の記号はすでに別の方法で書き出された音を綴りなおすというものである。
シャンポリオンの共同研究者のほとんどは、解読の過程を進めるのに必要な言語学的能力を欠いており、その多くは早逝した。1830年代から1840年代にかけて主に楔形文字の解読に関心を持っていたアイルランド人の聖職者エドワード・ヒンクスが重要な貢献をした。シャンポリオンのテキストの翻訳が知識に基づく推測で知識の空白を埋めていたのに対し、ヒンクスはより体系的に進めようとした。彼は、不変化詞や助動詞などコプト語には存在しないエジプト語の文法的要素を特定し、エジプト語の音がセム語の音に似ていると主張した。また、ヒンクスはそれまでエジプト学の研究で軽視されてきたヒエラティックの理解を進めた。
シャンポリオンの著作の最も根本的な欠点を修正した学者は、シャンポリオンの文法を用いてエジプト語の研究を始めたプロイセンの言語学者カール・リヒャルト・レプシウスであった。彼はロッセリーニと親交を深め、言語についてロッセリーニと連絡を取り合うようになった。1837年に出版されたレプシウスのLettre à M. le Professeur H. ロッセリーニ sur l'Alphabet hiéroglyphiqueではバイリテラル記号、トリリテラル記号や音声補完の機能を説明しているが、これらの用語はまだ造語されていない。ここには30のユニリテラル記号が記載されている（シャンポリオンのシステムでは200以上で、現在のヒエログリフの理解では24である）。レプシウスの書簡はシャンポリオンのヒエログリフに対する一般的なアプローチの不備を修正しながらもその主張を大幅に強化し、エジプト学の焦点を解読から翻訳に決定的に動かした。シャンポリオン、ロッセリーニおよびレプシウスはしばしばエジプト学の創始者と考えられており、ここにヤングが含まれることもある。
レプシウスは19世紀半ばに登場した新世代のエジプト学者の1人である。1839年にエジプト語の研究を始めたエマニエル・ド・ルージェは、古代エジプト語の全文を翻訳した最初の人物であり、1856年にエジプト文学のテキストの最初の翻訳を出版した。ド・ルージェの生徒の1人であるガストン・マスペロの言葉を借りれば「ド・ルージェはシャンポリオンの方法を利用し完璧なものにするための方法を我々に与えてくれた」。他の学者たちはあまり知られていない文字に集中していた。チャールズ・ウィクリフ・グッドウィンとフランシス・シャバはパピルスにあるヒエラティックのテキストに焦点を当て、ヒエラティックの解読に大きく貢献した。ハインリッヒ・ブルグシュはヤングの死後初めてデモティックの研究を進め、1855年にデモティックの文法書を出版した。
1866年、レプシウスはロゼッタストーンのような対訳文書であり碑文の大部分が無傷であるカノプス勅令を発見した。ヒエログリフはギリシア語訳と直接比較することができるようになり、その結果は合理的な疑念を超えてシャンポリオンのアプローチの妥当性を証明した。 19世紀半ばのイギリスエジプト学の第一人者であるサミュエル・バーチは1867年に最初の広範なエジプト語辞典を出版し、同年Brugschはヒエログリフとデモティックの両方の辞典の第1巻を出版した。Brugschの辞書はヒンクスが示唆したようにセム系言語の音韻論に基づく、エジプト語の音の現代的理解を確立した。エジプト学者は現在まで言語の理解を洗練させ続けているが、この時点では確固たる地盤の上にあった。同世紀の楔形文字の解読とともに、古代エジプト語の解読は人類史の初期段階の研究に道を開いた。

## 注
1. ↑  エジプト語を解読した学者の間では、この文字を何と呼ぶかについて意見が分かれていた。トマス・ヤングはロゼッタストーンのギリシア語文中の文字である、「国の文字」を意味するenchoria grammataを基にして"enchorial"と呼んだ。ジャン＝フランソワ・シャンポリオンは、ギリシア語で「一般的に使われている」という意味の"demotic"と呼び、最終的にこれが慣用名となった[1]。
2. ↑  書き言葉のコプト語は14世紀以降新たなテキストを作成するのには使われなかったが、修道士によるテキストの複写は19世紀まで続いた[24]。一部の上エジプトのコミュニティでは20世紀に入っても教会の儀式外でコプト語が使われた可能性はある[25]。
3. ↑  シャンポリオンに関する最も広範な伝記の著者であるヘルミーネ・ハルトレーベン（英語版）は、1906年に、確立された「伝統」によればシャンポリオンは1821年12月23日の誕生日にこのことに気づいたと述べている。より新しい伝記の著者であるアンドリュー・ロビンソン (ノンフィクション作家)（英語版）は、その翌年に書かれ『ダシエ氏への書簡』においてヒエログリフがカルトゥーシュの外で音声的に使用されていたことを示していないのを考えると、その日付は早すぎであると主張している。ロビンソンは代わりにシャンポリオンは研究がより進んだ1822年12月に表音主義の範囲に気づいたのではないかと示唆している[90]。

## レファレンス
引用
1. ↑  Robinson 2006, p. 151.
2. ↑  Allen 2014, pp. 1, 6–8.
3. ↑  Loprieno 1995, pp. 12–13.
4. ↑  Pope 1999, pp. 17–18.
5. ↑  Iversen 1993, pp. 45–46.
6. ↑  Pope 1999, p. 19.
7. ↑  Iversen 1993, pp. 47–49.
8. ↑  Loprieno 1995, p. 26.
9. ↑  Iversen 1993, pp. 26, 30–31.
10. 1 2  Griffith 1951, pp. 38–39.
11. ↑  Thompson 2015a, pp. 22–23.
12. ↑  Hamilton 2006, pp. 27–29, 195.
13. ↑  El-Daly 2005, p. 66.
14. ↑  El-Daly 2005, pp. 66–67.
15. ↑  Thompson 2015a, pp. 51–52.
16. ↑  El-Daly 2005, pp. 67–69, 72.
17. ↑  Stephan 2017, pp. 264–264.
18. ↑  Thompson 2015a, pp. 52, 59.
19. ↑  El-Daly 2005, p. 72.
20. 1 2  Curran 2003, pp. 106–108.
21. ↑  Iversen 1993, pp. 64–65.
22. ↑  Iversen 1993, pp. 67–69.
23. ↑  Hamilton 2006, pp. 195–196.
24. ↑  Hamilton 2006, pp. 27–29.
25. ↑  Iversen 1993, p. 90.
26. ↑  Hamilton 2006, pp. 199, 218–219.
27. ↑  Iversen 1993, p. 93.
28. ↑  Hamilton 2006, pp. 201, 205–210.
29. ↑  Bierbrier 2012, p. 296.
30. ↑  Hamilton 2006, pp. 226–227.
31. ↑  Stolzenberg 2013, pp. 198–199, 224–225.
32. ↑  Iversen 1993, pp. 95–96, 98.
33. 1 2  Stolzenberg 2013, p. 203.
34. ↑  El-Daly 2005, p. 58.
35. ↑  Iversen 1993, pp. 96–97.
36. ↑  Stolzenberg 2013, pp. 227–230.
37. 1 2  Iversen 1993, pp. 98–99.
38. ↑  Pope 1999, pp. 48–49.
39. ↑  Iversen 1993, p. 105.
40. ↑  Pope 1999, p. 53.
41. ↑  Thompson 2015a, p. 75.
42. ↑  Pope 1999, p. 43.
43. ↑  Pope 1999, pp. 43–45.
44. ↑  Pope 1999, pp. 53–54.
45. ↑  Iversen 1993, pp. 106–107.
46. ↑  Pope 1999, pp. 57–59.
47. ↑  Thompson 2015a, pp. 98–99.
48. ↑  Solé & Valbelle 2002, pp. 2–3.
49. 1 2  Parkinson 1999, p. 20.
50. ↑  Parkinson 1999, pp. 29–30.
51. ↑  Solé & Valbelle 2002, pp. 4–5.
52. ↑  Solé & Valbelle 2002, pp. 27–28.
53. ↑  Solé & Valbelle 2002, pp. 9, 24–26.
54. ↑  Parkinson 1999, pp. 20–22.
55. ↑  Thompson 2015a, pp. 108, 132–134.
56. ↑  Robinson 2012, p. 11.
57. ↑  Thompson 2015a, pp. 119, 124.
58. ↑  Pope 1999, pp. 62–63.
59. 1 2 3  Solé & Valbelle 2002, pp. 47–51.
60. 1 2  Thompson 2015a, p. 110.
61. ↑  Thompson 2015a, p. 111.
62. ↑  Adkins & Adkins 2000, pp. 121–122.
63. 1 2 3  Pope 1999, p. 67.
64. ↑  Robinson 2006, pp. 155–156.
65. ↑  Iversen 1993, pp. 135, 141.
66. ↑  Pope 1999, p. 66.
67. ↑  Robinson 2006, pp. 153–154.
68. 1 2 3  Robinson 2006, pp. 159–161.
69. ↑  Adkins & Adkins 2000, pp. 153–154.
70. ↑  Robinson 2006, pp. 161–162.
71. ↑  Griffith 1951, p. 41.
72. ↑  Ray 2007, pp. 49–51.
73. ↑  Robinson 2012, pp. 53–54, 61.
74. ↑  Robinson 2012, pp. 113, 127.
75. ↑  Thompson 2015a, pp. 113–116.
76. ↑  Robinson 2012, pp. 122–123, 132–133.
77. ↑  Parkinson 1999, pp. 33–34.
78. ↑  Robinson 2012, pp. 133–136.
79. ↑  Adkins & Adkins 2000, pp. 173–175.
80. ↑  Adkins & Adkins 2000, p. 173.
81. ↑  Robinson 2012, pp. 136–137, 144.
82. ↑  Allen 2014, p. 10.
83. ↑  Adkins & Adkins 2000, pp. 176–177.
84. 1 2 3  Adkins & Adkins 2000, pp. 180–181.
85. ↑  Robinson 2012, pp. 140–142.
86. ↑  Adkins & Adkins 2000, pp. 182, 187.
87. ↑  Thompson 2015a, pp. 118–119.
88. ↑  Adkins & Adkins 2000, pp. 186–187.
89. ↑  Pope 1999, pp. 72–74.
90. 1 2  Robinson 2012, pp. 148–149.
91. ↑  Pope 1999, pp. 75–78.
92. ↑  Robinson 2012, pp. 129–130.
93. ↑  Pope 1999, pp. 78–79.
94. ↑  Thompson 2015a, p. 120.
95. ↑  Adkins & Adkins 2000, p. 208.
96. ↑  Adkins & Adkins 2000, pp. 190–192.
97. 1 2  Robinson 2006, pp. 217–219.
98. ↑  Ray 2007, pp. 67–69.
99. ↑  Adkins & Adkins 2000, pp. 188–189.
100. ↑  Robinson 2012, pp. 130–133.
101. ↑  Ray 2007, pp. 69–71.
102. ↑  Adkins & Adkins 2000, pp. 240–241.
103. ↑  Robinson 2012, pp. 217–218.
104. ↑  Thompson 2015a, p. 121.
105. 1 2  Thompson 2015b, p. 202.
106. ↑  Adkins & Adkins 2000, pp. 232–234.
107. ↑  Thompson 2015a, pp. 121–123.
108. ↑  Parkinson 1999, p. 40.
109. ↑  Robinson 2006, pp. 229–231.
110. ↑  Ray 2007, p. 46.
111. ↑  Adkins & Adkins 2000, pp. 213–214.
112. ↑  Thompson 2015a, pp. 168–171.
113. ↑  Robinson 2012, pp. 155–159, 165.
114. ↑  Thompson 2015a, pp. 123, 127, 212–213.
115. ↑  Thompson 2015a, pp. 149–151, 166.
116. ↑  Robinson 2012, pp. 181–182.
117. ↑  Thompson 2015a, pp. 166–170.
118. ↑  Robinson 2012, pp. 200, 213.
119. ↑  Robinson 2012, pp. 226, 235.
120. ↑  Robinson 2012, pp. 239–242.
121. ↑  Thompson 2015a, p. 175.
122. ↑  Griffith 1951, p. 45.
123. 1 2  Robinson 2012, p. 243.
124. ↑  Thompson 2015a, pp. 173–174, 177–178.
125. 1 2 3  Thompson 2015a, pp. 178–181.
126. ↑  Robinson 2012, pp. 242–243.
127. ↑  Thompson 2015a, pp. 198–199.
128. ↑  Robinson 2012, pp. 244–245.
129. ↑  Thompson 2015a, p. 199.
130. ↑  Thompson 2015a, p. 198.
131. ↑  Bierbrier 2012, p. 476.
132. ↑  Thompson 2015a, pp. 268–269.
133. ↑  Thompson 2015a, pp. 272–273.
134. ↑  Parkinson 1999, pp. 41–42.
135. ↑  Thompson 2015a, pp. 211, 273.
136. ↑  Robinson 2012, p. 245.
137. ↑  Loprieno 1995, pp. 8–9.
138. ↑  Allen 2014, p. 11.
139. ↑  Thompson 2015a, p. 273.

引用文献
- Adkins, Lesley; Adkins, Roy (2000). The Keys of Egypt: The Obsession to Decipher Egyptian Hieroglyphs. HarperCollins. ISBN 978-0-06-019439-0
- Allen, James P. (2014). Middle Egyptian: An Introduction to the Language and Culture of Hieroglyphs, Third Edition. Cambridge University Press. ISBN 978-1-107-05364-9
- Bierbrier, Morris L., ed (2012). Who Was Who in Egyptology, 4th Revised Edition. Egypt Exploration Society. ISBN 978-0-85698-207-1
- Curran, Brian A. (2003). “The Renaissance Afterlife of Ancient Egypt (1400–1650)”. In Ucko, Peter; Champion, Timothy. The Wisdom of Egypt: Changing Visions Through the Ages. UCL Press. ISBN 978-1-84472-005-7
- El-Daly, Okasha (2005). Egyptology: The Missing Millennium. UCL Press. ISBN 978-1-84472-062-0
- Griffith, Francis Llewellyn (1951). “The Decipherment of the Hieroglyphs”. The Journal of Egyptian Archaeology 37:  38–46. doi:10.2307/3855155. JSTOR 3855155.
- Hamilton, Alastair (2006). The Copts and the West, 1439–1822: The European Discovery of the Egyptian Church. Oxford University Press. ISBN 978-0-19-928877-9
- Iversen, Erik (1993) [First edition 1961]. The Myth of Egypt and Its Hieroglyphs in European Tradition. Princeton University Press. ISBN 978-0-691-02124-9
- Loprieno, Antonio (1995). Ancient Egyptian: A Linguistic Introduction. Cambridge University Press. ISBN 978-0-521-44384-5
- Parkinson, Richard (1999). Cracking Codes: The Rosetta Stone and Decipherment. Contributions by Whitfield Diffie, Mary Fischer, and R. S. Simpson. British Museum Press. ISBN 978-0-7141-1916-8
- Pope, Maurice (1999) [First edition 1975]. The Story of Decipherment, from Egyptian Hieroglyphs to Maya Script, Revised Edition. Thames & Hudson. ISBN 978-0-500-28105-5
- Ray, John D. (2007). The Rosetta Stone and the Rebirth of Ancient Egypt. Harvard University Press. ISBN 978-0-674-02493-9
- Robinson, Andrew (2006). The Last Man Who Knew Everything: Thomas Young, the Anonymous Polymath Who Proved Newton Wrong, Explained How We See, Cured the Sick, and Deciphered the Rosetta Stone, among Other Feats of Genius. Pi Press. ISBN 978-0-13-134304-7
- Robinson, Andrew (2012). Cracking the Egyptian Code: The Revolutionary Life of Jean-François Champollion. Oxford University Press. ISBN 978-0-19-991499-9
- Solé, Robert; Valbelle, Dominique Steven Rendall訳 (2002) [French edition 1999]. The Rosetta Stone: The Story of the Decoding of Hieroglyphics. Four Walls Eight Windows. ISBN 978-1-56858-226-9
- Stephan, Tara (2017). “Writing the Past: Ancient Egypt through the Lens of Medieval Islamic Thought”. In Lowry, Joseph E.; Toorawa, Shawkat M.. Arabic Humanities, Islamic Thought: Essays in Honor of Everett K. Rowson. Brill. ISBN 978-90-04-34329-0
- Stolzenberg, Daniel (2013). Egyptian Oedipus: Athanasius Kircher and the Secrets of Antiquity. University of Chicago Press. ISBN 978-0-226-92415-1
- Thompson, Jason (2015a). Wonderful Things: A History of Egyptology, 1. From Antiquity to 1881. American University in Cairo Press. ISBN 978-977-416-599-3
- Thompson, Jason (2015b). Wonderful Things: A History of Egyptology, 2. The Golden Age: 1881–1914. American University in Cairo Press. ISBN 978-977-416-692-1